# Stalbrand

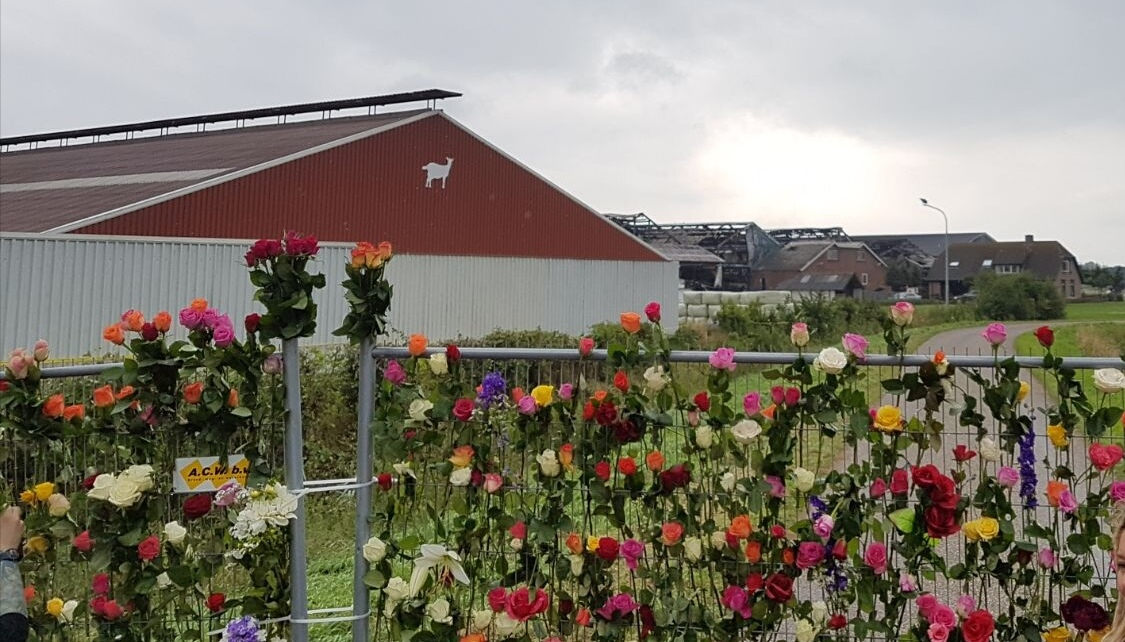
Wake bij De Knorhof in Erichem, in juli 2017 verwoest door een stalbrand.

Een stalbrand gebeurt wanneer een stal voor de huisvesting van vee in brand vliegt en geheel of gedeeltelijk wordt beschadigd of verwoest. Hierbij kunnen de aanwezige dieren om het leven komen en schadelijke stoffen vrijkomen, naast financiële en materiële schade voor de eigenaars en omwonenden.

## België

### Problematiek

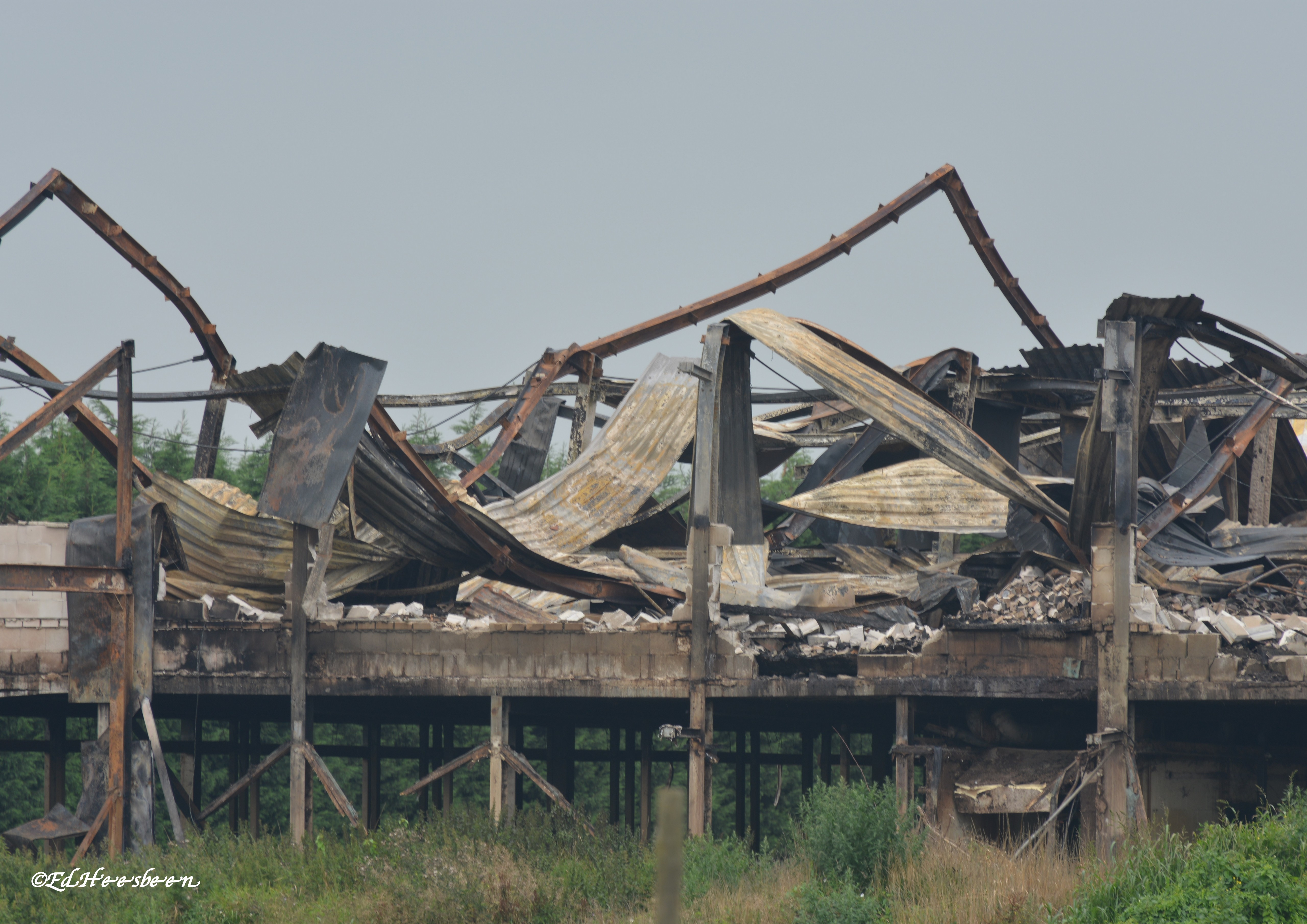
De Knorhof brandde juli 2017 af.

Volgens Prevent Agri wordt er in België nog te weinig rekening gehouden met stalbranden. Vaak zijn er geen brandblusapparaten aanwezig en andere veiligheidsmaatregelen blijven dikwijls achterwege omdat dit de veebedrijven veel geld kost en men in de boekhouding geen oog heeft voor mogelijke ongelukken. 
Er is geen betrouwbare ongevallenstatistiek beschikbaar, omdat registratie ervan alleen voor werknemers verplicht is en niet voor bedrijfsleiders.
Vlaams Parlementslid Hermes Sanctorum (destijds lid van Groen!) vroeg op 10 mei 2011 aan Vlaams minister-president Kris Peeters, tevens Vlaams minister van landbouw, hoeveel stalbranden er de voorgaande jaren waren gebeurd en hoeveel dieren daarbij waren omgekomen, en of, en zo ja hoe, de minister van plan was hiertegen maatregelen te nemen. Peeters antwoordde in juni dat er tussen 1 mei 2006 en 1 mei 2011 in heel België 143 stalbranden waren geweest, waarvan er in 62 gevallen dieren omkwamen. Het dodental bedroeg 192.862 dieren, waaronder 27.851 varkens, 196 runderen, 164.000 stuks pluimvee (geschat/afgerond, vooral kippen), 8 paarden, 7 geiten en enkele konijnen. 
Van alle branden in België was ongeveer 4% een stalbrand, die meestal werd veroorzaakt door elektriciteit, oververhitting of kortsluiting van machines. Het Koninklijk Besluit van 19 december 1997 regelt de brandveiligheid van gebouwen; hier is op 15 augustus 2009 bijlage 6 aan toegevoegd die de brandveiligheid van industriële gebouwen regelt, waaronder gebouwen die dienen voor het bedrijfsmatig houden van dieren. Bijlage 6 bevat strengere brandveiligheidsmaatregelen dan daarvoor, maar geldt alleen voor nieuwbouwstallen; stallen ouder dan 2009 voldeden mogelijk nog niet aan de nieuwe veiligheidseisen. Peeters rondde af met het noemen van enkele potentiële veiligheidsvoorschriften, maar zei dat brandveiligheid een federale bevoegdheid was (en de Vlaamse overheid dus geen extra maatregelen mocht nemen).
Nadat bij een stalbrand in Moerkerke in september 2020 duizend varkens waren omgekomen, stonden stalbranden opnieuw op de politieke agenda. Vlaams Parlementslid Ludwig Vandenhove zei daarbij: "Het is duidelijk dat door de industriële wijze waarop deze dieren gekweekt worden en de manier waarop ze in stallen zitten, bijvoorbeeld in groepskooien, kraamkooien of dekstallen, de dieren niet kunnen ontsnappen en massaal sterven. Ik vind dan ook dat daar iets aan gedaan moet worden.”
In 2025 verscheen een rapport van Prevent Agri met aanbevelingen om het risico op stalbranden te beperken. Minister van Dierenwelzijn Ben Weyts stelde vast dat zijn bevoegdheid daarin beperkt is maar wilde brandveiligheid wel laten opnemen in de omgevingsvergunning.

### Grote stalbranden

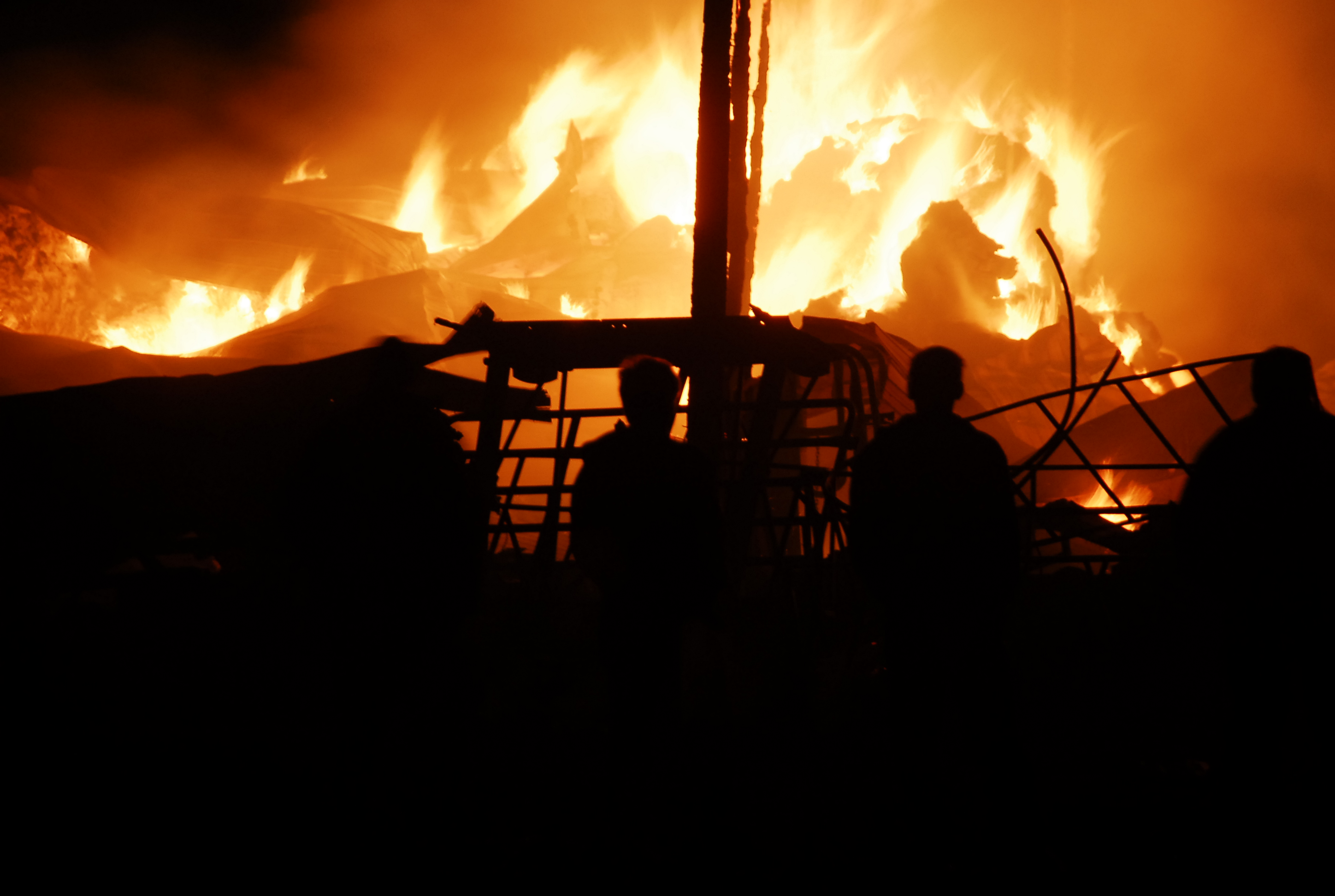
Stalbrand in Manitoba in 2008.

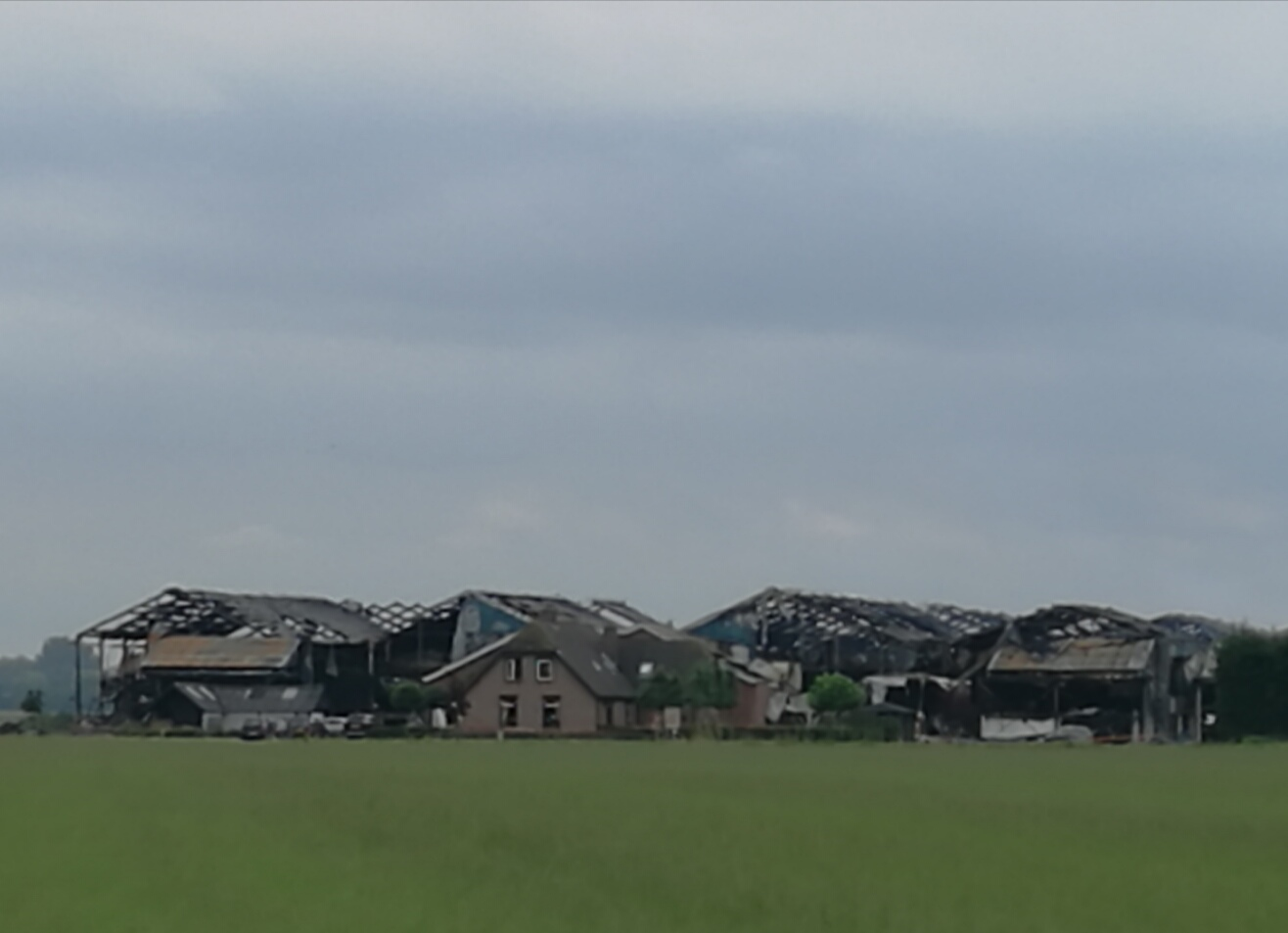
Bij de verwoestende brand van juli 2017 kwamen 20.000 varkens om op De Knorhof in het Gelderse Erichem

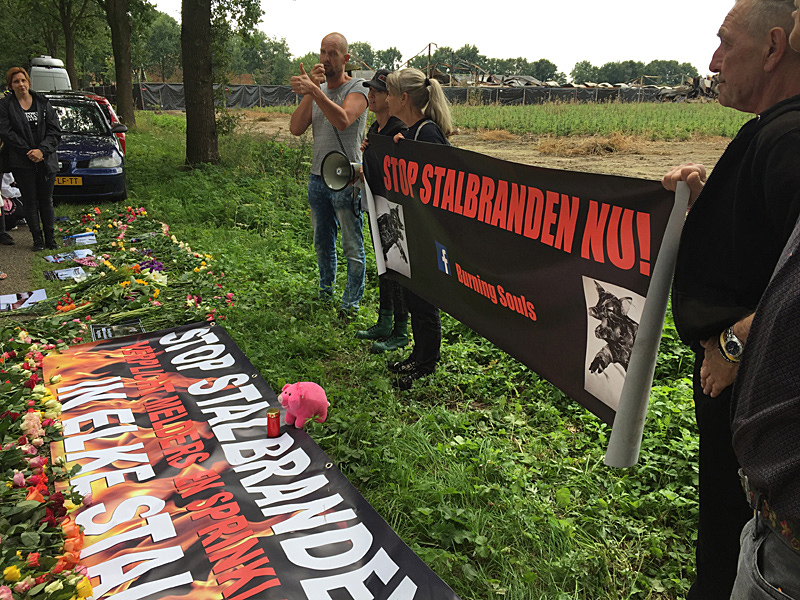
Bloemen en protest tegen dierenleed in Agelo

Vermeld worden branden waarbij meer dan 1000 dieren omkwamen.
- 7 juli 2014: 60.000 legkippen omgekomen in Merksplas.[5]
- 21 januari 2017: 4.000 varkens (3.000 biggen en 980 zeugen) omgekomen in Aartrijke.[6]
- 31 mei 2017: 26.000 kippen omgekomen in Oud-Turnhout.[7][8]
- 16 december 2017: 2.000 varkens omgekomen in Grammene in de gemeente Deinze.[9]
- In 2020 kwamen minstens 70.460 dieren om bij elf stalbranden, waaronder 68.502 kippen en 1850 varkens.[3]
  - 12 mei 2020: 16.000 kuikens omgekomen in Nieuwerkerken.[10]
- In 2021 kwamen minstens 184.910 dieren om bij elf stalbranden: 183.000 kippen, 1625 varkens, 210 schapen en 75 runderen.[11]
  - 30 juni 2021: 18.000 kippen omgekomen in Opglabbeek.[12]
  - 14 september 2021: 165.000 legkippen omgekomen in Sint-Niklaas.[13]
  - 9 november 2021: 1.700 varkens komen om in Kasterlee.[14]
- In 2022 kwamen 71.000 dieren om in stalbranden.[4]
  - 19 januari 2022: 1.200 biggen en zeugen komen om in Geluwe.[15]
  - 23 november 2022: Bijna 10.000 kuikens komen om in Peer.[16]
- In 2023 waren 113.000 dieren slachtoffer van stalbranden.[4]
  - 22 juni 2023: Bijna 30.000 kippen komen om in Aalter.[17]
  - 1 juli 2023: 40.000 legkippen komen om in Merksplas.[18]
  - 8 juli 2023: 2.500 varkens komen om in Bovekerke.[19]
  - 28 november 2023: 40.000 legkippen komen om in Anzegem.[20]
- In 2024 stieren 67.000 dieren in stalbranden.[4]
  - 20 maart 2024: 30.000 kippen komen om in Zele.[21]
  - 23 augustus 2024: 36.000 kippen omgekomen in Merksplas.[22]

## Canada

### Problematiek
De Canadian Coalition for Farm Animals becijferde dat er tussen januari 2015 en oktober 2018 610.000 boerderijdieren waren gestorven in branden, waaronder 5.000 koeien, 13.000 kalkoenen, 82.000 varkens en 450.000 kippen. Nationale statistieken over de oorzaak van de branden zijn er niet. De provincie Ontario rapporteerde dat 40 procent van de stalbranden waarbij een oorzaak kon worden vastgesteld te wijten was aan gebreken door veroudering van elektrische systemen. Dit kan ernstige gevolgen hebben in een omgeving waar veel stof, vochtigheid en corrosieve gassen voorkomen. De bouwbesluiten in verscheidene provincies vereisen niet dat stallen branddetectors en alarmsystemen hebben. De provincies baseren hun besluiten op de National Farm Building Code van de National Research Council. Een nieuwe versie van deze code is voorzien voor 2020, maar deze bevat mogelijk geen extra veiligheidsmaatregelen, omdat stallen worden gezien als "laagbezette" gebouwen. Daarnaast worden brandveiligheidsvoorschriften opgenomen in de vrijblijvende praktijkrichtlijnen die de National Farm Animal Care Council publiceert; deze worden vaak toegepast door producenten.
Sterfgevallen van dieren trekken, behalve in de lokale pers, meestal weinig aandacht van de media, tenzij het gaat om huisdieren of paarden.

### Grote stalbranden
Vermeld worden branden waarbij meer dan 1000 dieren omkwamen.
- 13 maart 2015: 100.000 kippen omgekomen in Saint-Bernard-de-Michaudville, Quebec.[26]
- 25 maart 2015: 2.200 varkens omgekomen in Kola, Manitoba.[27][28]
- 17 april 2015: 3.000 varkens omgekomen in Sainte-Anne-des-Chênes, Manitoba.[29]
- 6 september 2015: 22.000 kippen omgekomen in Zorra, Ontario.[30]
- 27 december 2015: 3.000 varkens omgekomen in Plessisville, Quebec.[31]
- 2 januari 2016: 50.000 eenden omgekomen in Racine, Quebec.[32]
- 8 februari 2016: 6.500 kippen omgekomen in Sainte-Famille, Quebec.[33]
- 17 maart 2016: 4.000 eenden omgekomen in Saint-Camille, Quebec.[34]
- 27 september 2016: 45.000 omgekomen in Busby, Alberta.[35]
- 16 november 2016: 27.000 hennen omgekomen in Terrebonne, Quebec.[36]
- 17 januari 2017: 17.000 kippen omgekomen in Shefford, Quebec.[37]
- 1 februari 2017: 4.000 varkens omgekomen in Plympton–Wyoming, Ontario.[38]
- 10 augustus 2017: 4.000 varkens omgekomen in Watford, Ontario.[39]
- 4 december 2017: 4.000 hennen omgekomen in Elgin, Quebec.[40]
- 11 april 2018: 14.000 kuikens omgekomen in Port Coquitlam, Brits-Columbia.[41]
- 27 mei 2018: 3.000 varkens omgekomen in de buurt van Otterville, Ontario.[42]
- 5 juni 2018: 12.000 varkens omgekomen in Rosetown, Saskatchewan.[43]
- 29 juni 2018: 60.000 hennen omgekomen in Rivière-Héva, Quebec.[44]
- 15 oktober 2018: 30.000 kippen omgekomen in Sheffield Mills, Nova Scotia.[45]
- 11 december 2018: 1.300 varkens omgekomen in Quinte West, Ontario.[46]

## Duitsland

### Grote stalbranden
Vermeld worden branden waarbij meer dan 1000 dieren omkwamen.
- 15 maart 2017: 300 schapen, 500 lammetjes, 80 koeien en 6 paarden omgekomen in Elpersbüttel nadat een boerenzoon in de stal met vuur speelde. Door rook vergiftigde dieren in een aangrenzende stal moesten waarschijnlijk ook geruimd worden.[47]
- 8 juni 2017: 8.000 kalkoenen omgekomen in Borken, vlak bij het Nederlandse Aalten.[48]
- 2018-februari 2023: volgens een bericht  van 13 maart 2023 van de Facebookgroep Stallbrände zijn ten minste 130.000 varkens omgekomen door branden en ventilatiestoringen.[49]
  - 30 maart 2021: Circa 57.000 varkens komen om bij een stalbrand in Alt Tellin. Op het bedrijf, dat was opgericht door Adriaan Straathof en verkocht aan een Zwitserse firma, was al vanaf de start veel kritiek wegens het grote brandgevaar.[50][51]

## Nederland

### Problematiek

#### Oorzaken en gevolgen
Veestallen zijn vaak zeer brandgevaarlijk door de aanwezigheid van stof, stro en mestgassen, terwijl staldaken vaak gemaakt zijn van licht ontvlambaar pur-schuim, zodat een brand zich snel kan verspreiden. Luchtwasinstallaties, die de overheid in 2012 bij veel veebedrijven verplicht stelde om de ammoniakuitstoot terug te dringen, zijn vanwege de elektriciteit brandgevaarlijk. Het luchtventilatiesysteem van luchtwassers kan een brand bovendien verder aanwakkeren. Ook het feit dat de dieren vaak nergens heen kunnen vluchten voor brand en kippen van zichzelf erg brandbaar zijn, verhoogt het risico op een fatale afloop. De fikse toename van het aantal megastallen van 2005 tot 2013, waarin branden moeilijker geïsoleerd en geblust kunnen worden, zorgt voor een verdere toename van het aantal slachtoffers. Tussen 2006 en 2011 zijn door al deze factoren in Nederland ruim een miljoen dieren omgekomen in stalbranden. Vaak zijn dieren die een stalbrand overleven zodanig vergiftigd door rook dat ze alsnog geruimd moeten worden. Een systeem dat signaleert dat de temperatuur binnen de meterkast te veel schommelt of te hoog wordt als gevolg van haperingen aan het elektrisch systeem, werd anno 2021 getest bij ruim twintig varkenshouders.

#### Veiligheidsmaatregelen en overheidsbeleid
Door een gebrek aan veiligheidsmaatregelen en door de overheid hiervoor opgestelde voorschriften, gaan veel staldieren dood die gered hadden kunnen worden. Dit kan bijvoorbeeld door vluchtroutes, sprinkler- en brandmeldinstallaties te installeren. Sommige veehouders doen dit echter niet, omdat het vaak veel geld kost en niet verplicht is. Dieren hadden volgens het Bouwbesluit anno 2011 dezelfde status als bijvoorbeeld kantoorspullen en machines en verdienden geen extra bescherming.
De Nederlandse overheid stelde daarop, samen met boeren, verzekeraars, brandweer en De Dierenbescherming, het Actieplan Stalbranden 2012–2016 in werking 'om de hoeveelheid stalbranden en dierlijke brandslachtoffers fors te verminderen'. Het Bouwbesluit werd gewijzigd in 2012 en opnieuw in 2014: zo moesten nieuwe stallen voortaan worden gebouwd met brandwerende materialen en brandcompartimenten en moest er bluswater aanwezig zijn. Het actieplan leek echter niet te werken: het aantal stalbranden en dierlijke slachtoffers nam nog verder toe. De nieuwe brandveiligheidseisen golden alleen voor stallen gebouwd na 2014; oudere stallen (15.500 van de ongeveer 16.550) bleven even onveilig, en in de periode 2014–2017 vonden branden vooral plaats in stallen gebouwd vóór 2014.
In 2015 presenteerden de Nederlandse uitvinders Peter Berlang en Sjaam Hira aan de Tweede Kamer het kabelsysteem Stable Safe, dat zij ontwikkelden in samenwerking met brandweer Zuid-Oost Nederland en de Wageningen Universiteit. Met dit systeem klappen alle schotten en staldeuren open zodra vuur wordt gedetecteerd, en kan het vee de stalbrand ontsnappen. Bij een test vluchtte 65% van de varkens naar buiten, terwijl de rest op onderzoek uitging. De verwachting was dat bij echt vuur 90% van de varkens zou vluchten. Voor kippen zou het waarschijnlijk echter niet werken, omdat die bij angst plat op de grond gaan liggen. Net als varkens vluchten koeien vaak niet meteen zodra er gevaar dreigt; paarden doen dat wel.
De Spoordonkse varkenshouder Kees van der Meijden heeft na een stalbrand in 2013 naar eigen zeggen de 'meest brandveilige stal van Europa' gebouwd met tal van maatregelen tegen noodgevallen, waaronder een vernevelingsinstallatie die beter zou werken dan sprinklers, en leidt varkenshouders op in hoe zij hun beroep zo zorgvuldig mogelijk kunnen uitvoeren. Bij de enige varkensvleesketen in Nederland met drie sterren van het Beter Leven keurmerk in Echt kwamen in 2016 bij een stalbrand geen varkens om, doordat zij naar buiten konden.
Ook voor de nieuwe stallen was een brandmelder, sprinkelinstallatie of nooduitgang voor dieren anno 2017 nog steeds niet verplicht. Onder meer stichting Wakker Dier en de Partij voor de Dieren pleitten daarom in juli 2017 voor nog strengere maatregelen en verplichtingen. Een motie daartoe van Esther Ouwehand (PvdD) en Dion Graus (PVV) werd echter verworpen door een Kamermeerderheid van VVD, D66, CDA, CU en SGP. Boerenbelangenorganisatie LTO Nederland was tegen verplichte sprinklerinstallaties, omdat deze onvoldoende getest zouden zijn en te duur, vooral voor kleinere bedrijven, en omdat in de meeste stallen toch nooit brand kwam. LTO was ervan overtuigd dat stallen veiliger waren geworden sinds de introductie van het actieplan, maar vroeg zich af waarom desondanks het aantal stalbranden en slachtoffers was toegenomen.
In 2018 werd het Actieplan Brandveilige Veestallen 2018-2022 uitgebracht, een vervolg op het Actieplan Stalbranden 2012-2016. In het nieuwe actieplan ligt het accent op het verbeteren van de brandveiligheid in bestaande stallen. De actiegroep Varkens in Nood maakte bezwaar tegen de vrijblijvendheid van de voorgestelde maatregelen en pleitte voor extra wettelijke eisen.
Met ingang van 2020 gebruikt Brandweer Nederland een landelijke eenduidige manier van onderzoek en registratie van stalbranden, waarbij per kwartaal gerapporteerd wordt. In oktober 2020 informeerde Minister Carola Schouten van Landbouw de Tweede Kamer over aanvullende maatregelen en toezeggingen in de aanpak van stalbranden. Verzekeraars gaven aan bereid te zijn samen met betrokken partijen de mogelijkheid van certificering te onderzoeken. Nagegaan zou worden of financiële ondersteuning vanuit het Rijk nodig was voor de toepassing van maatregelen in bestaande stallen die een stalbrand kunnen voorkomen of de gevolgen beperken, in het bijzonder van detectiesystemen in combinatie met compartimentering. Wageningen Livestock Research werd gevraagd te onderzoeken welke preventieve detectiesystemen praktisch toepasbaar en haalbaar zijn.
Dat compartimentering zinvol is, bleek in 2021 bij een grote brand in een stallencomplex  in Netterden dat in 2020 is gebouwd. Negenduizend varkens waren gehuisvest in zeven stallen die elk weer zijn verdeeld in acht compartimenten. De brand bleef beperkt tot een compartiment.
In februari 2021 nam de Tweede Kamer een motie van de Partij voor de Dieren uit 2018 aan, dat luchtwassers niet langer gesubsidieerd moeten worden.
De Onderzoeksraad voor Veiligheid (OvV) concludeerde in maart 2021 dat veeboeren en de overheid veel te weinig aandacht hebben voor de brandveiligheid van stallen, en dat het ministerie van Landbouw de eindverantwoordelijkheid moet nemen. Minister Schouten erkende dat een betere aanpak nodig is. De bestaande regelgeving beperkt zich vooral tot nieuw te bouwen stallen. Het Verbond van Verzekeraars adviseerde dat de overheid een financieringsregeling opzet om veehouders in staat te stellen brandveiligheid mee te nemen in hun financiële planning. Vooral boeren met oudere stallen worstelen met de extra kosten die het brandveilig maken van die stallen met zich meebrengt. In antwoord op vragen naar aanleiding van het OvV-rapport zegde minister Schouten toe dat ze de aanbevelingen van de OvV zal opvolgen. Veehouders zullen in hun bestaande stallen extra brandveiligheidsmaatregelen moeten gaan nemen.
Naar aanleiding van het rapport van de OvV stelde het Verbond van Verzekeraars een Risicomonitor Stalbranden op. Hieruit bleek dat er in de periode 2014-2020 per jaar gemiddeld dertig tot veertig stalbranden plaatsvonden, in totaal 262 branden, bij zestien waarvan dieren omkwamen. Op rundveebedrijven brak 130 keer brand uit, waarbij in totaal 1.682 runderen omkwamen; in de varkenshouderij waren 46 branden, waarbij in totaal 71.000 varkens omkwamen; in de pluimveesector brak 38 keer brand uit, waarbij ruim 823.000 kippen omkwamen. Op het totaal aantal graasdierbedrijven (runderen,  schapen, geiten, paarden en overige dieren) kwam in 0,69 procent van het aantal bedrijven brand voor, bij hokdieren (varkens en kippen) in 2,02 procent.
Demissionair minister Schouten maakte in oktober 2021 bekend dat het kabinet komt met nieuwe wetgeving om het aantal dodelijke stalbranden in 2026 te halveren ten opzichte van 2020. Alle veehouderijen zouden voortaan jaarlijks verplicht gecontroleerd worden op elektra, er wordt een maximum gesteld aan het aantal dieren in brandcompartimenten, en preventieve branddetectiesystemen in de technische ruimte worden verplicht.
In juni 2022 kwam aan het licht dat bij het gebruik van een drietal ionisatietechnieken voor emissiereductie van fijnstof in pluimveestallen het risico op een stalbrand mogelijk toeneemt. In oktober meldde minister Adema van LNV dat een aantal voorwaarden was opgesteld waaronder deze technieken veilig te gebruiken zijn.
De Partij voor de Dieren stelde in 2023 twee maal kamervragen aan de minister: in maart over uitbreidingen van varkensstallen midden in de stikstofcrisis, en de mogelijkheden om de provincie Gelderland en de gemeente Buren bij te staan in hun pogingen herbouw van De Knorhof onmogelijk te maken; in april over het uitblijven van maatregelen om stalbranden tegen te gaan.
In oktober 2023 concludeerde de OvV dat de maatregelen die zij in maart 2021 had voorgesteld, grotendeels niet waren uitgevoerd.
Minister Adema liet in januari 2024 weten dat er een jaarlijkse brandveiligheidskeuring op veehouderijen komt, in combinatie met een elektrakeuring en, indien aanwezig, een keuring van de zonnestroominstallatie eens in de drie of vijf jaar. Veehouders zouden in de toekomst ook rekening moeten houden met een maximum aan het aantal dieren per ruimte. Eind 2024 moest een nieuw denkkader ontwikkeld zijn waarin de dieren betrokken worden, om dit vervolgens te verankeren in wet- en regelgeving. In april 2025 liet landbouwminister Femke Wiersma de Tweede Kamer weten dat dit jaar een onderzoek start met proefkeuringen en een keuringsschema voor een verplichte brandveiligheidskeuring. Zij gaat overleggen met het Verbond van Verzekeraars over het uitbreiden van de risicomonitor, om meer inzicht te krijgen in de oorzaken van stalbranden. Tevens start een brandveiligheidscampagne die veehouders bewust moet maken van de maatregelen die ze kunnen treffen.

#### Maatschappelijke discussie

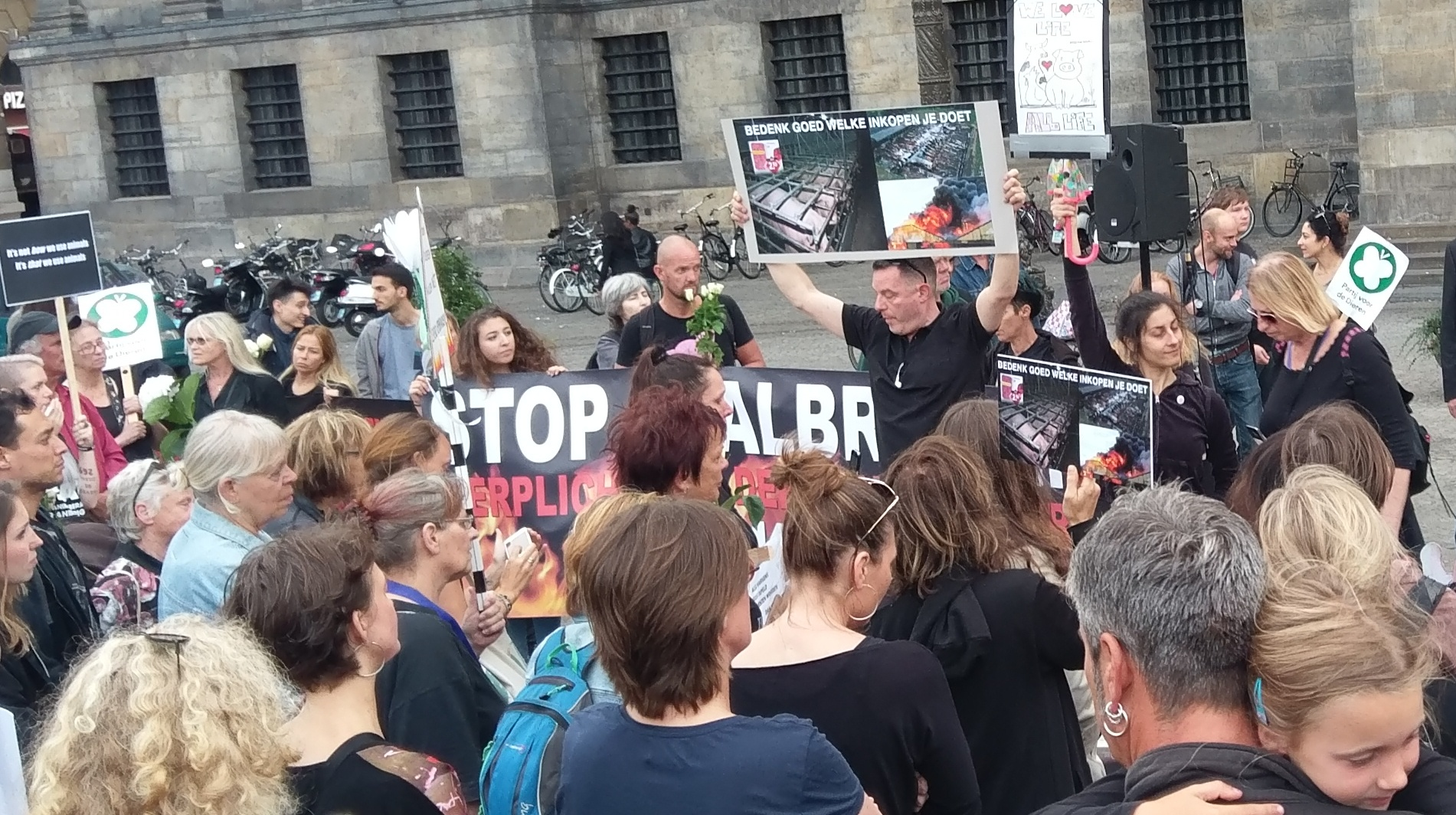
Honderden demonstranten hielden op 24 augustus 2017 een wake op de Dam om gestorven dieren te herdenken en dierenleed aan te kaarten met teksten zoals "Stop stalbranden. Verplicht melders en sprinklers in elke stal" en "Bedenk goed welke inkopen je doet".

De Onderzoeksraad voor Veiligheid becijferde dat er in Nederland jaarlijks gemiddeld 17 grote stalbranden zijn en dat hierbij in de periode 2012 tot november 2020 bijna 1,3 miljoen dieren stierven. Volgens het Verbond van Verzekeraars waren er in 2015 15, in 2016 26 en in 2017 28 stalbranden waarbij dieren omkwamen. Door de reeks schrikbarend grote stalbranden in 2017, met name in de zomer met als dieptepunt De Knorhof in Erichem, barstte er in Nederland veel maatschappelijke discussie los over brandveiligheid in stallen en dierenwelzijn. Al in januari 2017 was de actiegroep Burning Souls opgericht door Petra Spoor, die verontwaardigd was over het feit dat media vaak meldden dat er 'geen slachtoffers zijn gevallen', maar wel honderden of duizenden dode dieren, alsof dieren geen 'slachtoffers' zijn. De groep houdt wakes bij afgebrande stallen om de omgekomen dieren te gedenken met bloemen, kaarsen en minuten stilte, roept overheden op tot strengere maatregelen en burgers om hun consumptiepatroon diervriendelijker te maken door minder of geen vlees meer te eten. Een soortgelijk initiatief werd genomen door de actiegroep Eyes on Animals na de stalbrand in Oirschot die in april 2016 10.000 varkens het leven kostte.
De Nederlandse Vereniging voor Veganisme reageerde dat het sympathiek is dat er wakes voor verbrande dieren worden gehouden, maar vreemd dat niemand wakes houdt voor de circa 1,24 miljoen dieren die dagelijks in Nederland worden geslacht, en dat elk dood dier betreurenswaardig is, ongeacht de manier waarop het sterft. GeenStijl-blogger Bas Paternotte uitte eind juli 2017 eveneens zijn medeleven met de dode dieren en kritiek op het feit dat de politiek steeds geen strengere maatregelen nam, al bleef hij zelf vlees eten. Varkens in Nood lanceerde een burgerinitiatief voor een algeheel beroepsverbod voor Adriaan Straathof, eigenaar van de Knorhof, dat meer dan 40.000 keer werd getekend, hetgeen betekende dat de Tweede Kamer zich over de kwestie moest buigen. Straafhof had al een beroepsverbod in Duitsland vanwege dierenmishandeling.
 Naar aanleiding van de petitie heeft de Tweede Kamer besloten dat er een Europese zwarte lijst moet komen voor boeren die een beroepsverbod hebben gekregen in een van de Europese lidstaten.

### Grote stalbranden
Vermeld worden branden waarbij meer dan 1000 dieren omkwamen.
- 4 mei 2004: 1.600 varkens omgekomen in Wintelre.[98]
- 2005 in totaal: 149 runderen, 4.054 varkens en 78.000 kippen of kalkoenen omgekomen in 21 branden in heel Nederland.[99]
- 2006 in totaal: 13 runderen, 1.203 varkens en 294.934 kippen of kalkoenen omgekomen in 21 branden in heel Nederland.[99]
- 2007 in totaal: 24 runderen, 5.970 varkens en 3.919 kippen of kalkoenen omgekomen in 22 branden in heel Nederland.[99]
- 2008 in totaal: 760 runderen, 3.856 varkens en 236.292 kippen of kalkoenen omgekomen in veertig branden in heel Nederland.[99][100]
- 2009 in totaal: 470 runderen, 8.641 varkens en 98.789 kippen of kalkoenen omgekomen in 38 branden in heel Nederland.[99]
- 2010 in totaal: 181.000 dieren omgekomen in twintig branden in heel Nederland.[101]
- 2011 in totaal: 319.000 dieren omgekomen in achttien branden in heel Nederland.[102]
  - 19 juli 2011: 170.000 kippen omgekomen in Gasselternijveenschemond.[56][103]
- 2012 in totaal: 120.000 omgekomen dieren omgekomen in elf branden in heel Nederland.[101]
  - 8 augustus 2012: bij twee gelijktijdige maar ongerelateerde branden kwamen meer dan 1.000 dieren om: in Drempt ruim 700 zeugen en biggen en in Aalten meer dan 300 dieren.[102]
- 2013 in totaal: 69.000 dieren omgekomen in zeventien branden in heel Nederland.[101]
  - 18 april 2013: ruim 5.000 varkens omgekomen in Spoordonk.[104]
- 2014 in totaal: 32.000 dieren omgekomen in veertien branden in heel Nederland.[101]
  - 5 april 2014: 2.000 varkens omgekomen in Langeveen.[105]
  - 27 november 2014: duizenden kippen komen om bij een stalbrand in Dalfsen.[106]
- 2015 in totaal: 35 stalbranden; 160.000 dieren omgekomen in heel Nederland, waaronder 4.105 varkens in vijf branden en 129.000 kippen in drie branden.[107][63][108]
  - 8 februari 2015: 24.000 kippen omgekomen in Voorthuizen.[109]
  - 23 februari 2015: 2.000 varkens omgekomen in Putten.[110]
- 2016 in totaal: 37 stalbranden; 202.000 dieren kwamen om, waaronder 13.592 varkens in vier branden en 185.000 kippen in vijf branden.[107][108][111]
  - 6 april 2016: 10.000 biggen omgekomen in Oirschot.[90]
  - 10 juni 2016: 2.000 varkens omgekomen in Kruisland.[112]
  - 18 juni 2016: 38.000 kippen omgekomen in Buurmalsen.[113]
  - 23 juni 2016: 40.000 kippen omgekomen in Groesbeek.[114]
  - 28 juli 2016: 1.300 varkens omgekomen in Erp.[60]
  - 28 oktober 2016: 34.000 kuikens omgekomen in Wintelre.[115]
- 2017 in totaal: 49 stalbranden; 231.700 dieren kwamen om in heel Nederland, waaronder 35.352 varkens in elf branden en 196.000 kippen in drie branden.[107][111][116]
  - 6 januari 2017: 3.000 varkens omgekomen op bedrijventerrein Bijsterhuizen in Nijmegen.[59][117]
  - 15 februari 2017: 2.000 varkens omgekomen in Mill.[117]
  - 16 juni 2017: 80.000 kippen omgekomen in Woudenberg.[118]
  - 6 juli 2017: 4.000 varkens omgekomen in Heeswijk-Dinther.[117]
  - 15 juli 2017: 76.000 kippen omgekomen in Nederweert; de kippen die het overleefden, werden de dag erna afgemaakt bij besluit van de Nederlandse Voedsel- en Warenautoriteit (NVWA).[57]
  - 27 juli 2017: ten minste 20.000 varkens omgekomen op De Knorhof in Erichem. Niet eerder stierven in Nederland zoveel varkens bij één brand.[55][119][120]
  - 14 augustus 2017: 9.000 varkens (1.000 zeugen, 8.000 biggen) omgekomen in Agelo.[60]
  - 16 augustus 2017: 40.000 kippen omgekomen in Swifterbant.[121]
- 2018 in totaal: 48 stalbranden; 122.000 dieren kwamen om in twintig branden.[107][101]
  - 21 februari 2018: 30.000 kippen omgekomen in Woudenberg.[122]
  - 10 mei 2018: 23.000 kippen omgekomen in Ospel.[123]
  - 14 mei 2018: 12.000 kippen omgekomen in Heythuysen.[124]
  - 31 juli 2018: 2.500 varkens omgekomen in Didam.[125]
  - 23 oktober 2018: 4.000 biggen omgekomen in Heusden.[126]
  - 28 oktober 2018: 20.000 kippen omgekomen in Barneveld.[127]
- 2019 in totaal: 46 stalbranden; 175.000 dieren kwamen om bij zeventien branden, waarvan 100.000 kippen als gevolg van brandstichting.[107][67]
  - 1 februari 2019: 2.500 varkens omgekomen in Biezenmortel.[128]
  - 30 april 2019: 16.000 kippen omgekomen in Renswoude.[129]
  - 7 juli 2019: 100.000 kippen omgekomen in Kiel-Windeweer.[130][131]
  - 15 augustus 2019: 42.000 kippen omgekomen in Niawier.[132]
  - 22 augustus 2019: 16.000 kippen omgekomen in Nijkerk.[133]
  - 22 augustus 2019: 1.500 varkens omgekomen in Streefkerk.[134]
- 2020 in totaal: 54 stalbranden; 108.794 dieren kwamen om in 26 stalbranden, waarvan 106.900 stuks pluimvee en 1.780 varkens.[107][135]
  - 21 februari 2020: Tussen de 38.000 en 45.000 kippen omgekomen in Bentelo.[136]
  - 24 maart 2020: 8.000 kalkoenkuikens omgekomen in Biddinghuizen.[137]
  - 17 april 2020: 1.000 varkens omgekomen in Lierop.[138]
  - 11 mei 2020: 24.000 kippen omgekomen in Harskamp.[139]
  - 13 juni 2020: vier kippenstallen verwoest in Barneveld. Mogelijk zijn 20.000 leghennen omgekomen.[140]
  - 8 augustus 2020: 14.000 kippen komen om in Beltrum.[141]
- 2021 in totaal: 35 stalbranden; bij twaalf stalbranden kwamen in totaal 6.915 dieren om: 253 geiten, 258 runderen en 6.404 varkens. In de varkenssector nam het aantal branden toe van zes naar acht. Er was geen grote brand in de pluimveesector.[135][142][143][107]
  - 1 juni 2021: 4.600 varkens omgekomen in Nederweert.[144]
- 2022 in totaal: 42 stalbranden; ruim 130.000 dieren kwamen om in achttien branden. Het hoge aantal slachtoffers komt vooral door zeven branden in pluimveebedrijven.[145]
  - 25 april 2022: 43.000 kippen omgekomen in Heusden (Asten).[146]
  - 11 mei 2022: 25.000 kippen omgekomen in Varsen.[147]
  - 19 juni 2022: 7.000 eenden omgekomen in Markelo.[148]
  - 3 oktober 2022: 28.500 kippen omgekomen in Assen.[149]
  - 10 november 2022: 30.000 kippen omgekomen in Putten.[150]
- 2023 in totaal: bij 43 stalbranden kwamen 37.000 dieren om het leven. Dat het aantal dode dieren flink omlaag ging, komt volgens het Verbond van Verzekeraars vooral doordat er minder branden waren bij pluimveebedrijven.[151]
  - 1 januari 2023: 6.000 eenden komen om in Ermelo.[152]
  - 20 februari 2023: Ruim 10.000 leghennen omgekomen in Dronten.[153]
  - 5 april 2023: 9.000 varkens omgekomen in Sint-Oedenrode.[154][155]
  - 23 mei 2023: 3.000 varkens omgekomen in Reusel.[156]
- 2024 in totaal: bij 43 stalbranden kwamen 62.790 dieren om.[80]
  - 3 januari 2024: 54.000 kippen omgekomen in Puiflijk.[80][157]
  - 24 maart 2024: 8.535 biggen omgekomen in Boekel.[80][158]
- 2025
  - 14 juni 2025: 50.00O kippen omgekomen in Heibloem.[159]
  - 3 augustus 2025: 3.000 kippen gestorven in Vessem.[160]

## Verenigde Staten

### Problematiek
In een analyse van nieuwsberichten van 2013 tot 2017 kwamen in totaal 2,7 miljoen omgekomen dieren naar voren in 326 stalbranden verspreid over het Amerikaans grondgebied. Dit dodental omvat 2,6 miljoen kippen, 71.300 varkens, 34.200 kalkoenen, 2.600 koeien en 1.100 geiten en schapen.
In gevallen waarin de brandoorzaak kon worden vastgesteld, bleken verwarmingsinstallaties de helft van alle oorzaken te zijn; twee derde van de stalbranden geschiedde tussen de maanden oktober en maart, wanneer het weer meestal kouder is. Dit verklaart ook waarom de noordoostelijke en midden-westelijke staten de meeste gemelde stalbranden met omgekomen dieren bevatten: New York (31), Pennsylvania (29), Michigan (28), Minnesota (26) en Wisconsin (23). Deze gegevens zijn echter incompleet, omdat veebedrijven niet verplicht zijn om branden waarbij boerderijdieren betrokken zijn te melden.
Een van de bouwvoorschriften van de National Fire Protection Association, de NFPA 150, betreft specifiek faciliteiten waarin dieren worden gehouden: stallen, maar ook laboratoria, kennels, dierentuinen en andere. In de meest recente versie (gepubliceerd in augustus 2018) wordt meer nadruk gelegd op agrarische faciliteiten dan in eerdere edities. Naast het aanbevelen van detectiesystemen die bij de meeste huidige bouwwerken nog ontbreken, pleit de NFPA voor preventieve maatregelen, zoals training voor werknemers, inspecties en het verminderen van aanwezige brandbare stoffen in en rondom de faciliteiten om het risico op verwoestende branden te beperken. Het toepassen van de aanbevelingen van de NFPA door lokale autoriteiten, bedrijven en controleprogramma's gebeurt op vrijwillige basis.
Boerderijdieren worden niet gedekt door de federale Animal Welfare Act, die wel enige bescherming biedt voor dieren in bijvoorbeeld dierentuinen en laboratoria.

### Grote stalbranden
Vermeld worden branden waarbij meer dan 1000 dieren omkwamen.
- 2013 in totaal: 107.351 dieren.[165]
- 2014 in totaal: 582.091 dieren.[165]
  - 1 februari 2014: 280.000 kippen omgekomen in La Grange, Wisconsin.[166]
  - 30 maart 2014: 150.000 kippen omgekomen in Galt (Iowa).[167]
  - 2 oktober 2014: 4.000 varkens omgekomen in Eagle Springs, North Carolina.[168]
  - 27 oktober 2014: 11.000 varkens omgekomen bij Truman (Minnesota).[169]
- 2015 in totaal: 199.352 dieren omgekomen.[165]
- 2016 in totaal: 257.469 dieren omgekomen.[165]
  - 30 mei 2016: 5.000 varkens omgekomen bij Hawarden (Iowa).[170]
- 2017 in totaal: 1.617.661 dieren.[165]
  - 11 juni 2017: 134.000 kuikens omgekomen in Hawley (Minnesota).[171]
  - 3 juli 2017: 100.000 kippen omgekomen in Tyrone (Pennsylvania).[172]
  - 7 september 2017: 300.000 kippen omgekomen in Toole County, Utah.[173]
  - 2 oktober 2017: 1 miljoen kippen omgekomen in North Manchester, Indiana.[174]
  - 8 december 2017: 2.000 kippen omgekomen in Bush Creek, Tennessee.[175]
  - 14 december 2017: 6.500 varkens en biggen omgekomen in Emmet County, Iowa.[176]
- 2018
  - 26 februari 2018: 14.000 kippen omgekomen in Mount Vernon (Washington).[175]
  - 4 mei 2018: 8.000 varkens omgekomen bij Frazee, Minnesota.[177]
  - 18 juni 2018: 25.000 kippen omgekomen in Tenino.[175]
- 2019 in totaal: meer dan 469.000 boerderijdieren omgekomen.[178]
  - 5 april 2019: 22.000 kippen omgekomen in Tecumseh (Nebraska).[175]
  - 1 mei 2019: 250,000 kippen omgekomen om bij Saranac, Michigan.[179]
  - 7 juni 2019: 25.000 kippen omgekomen in Goshen (Alabama).[175]
  - 2 november 2019: 12.500 kippen omgekomen in Roaring River (North Carolina).[175]
  - 26 november 2019: 19.000 kippen omgekomen in Moore County (North Carolina).[175]
- 2020: Meer dan 1,6 miljoen boerderijdieren omgekomen bij stalbranden.[180]
- 2022: Meer dan een half miljoen boerderijdieren kwamen om in stalbranden[181]
- 2023: 18.000 koeien omgekomen in Dimmitt, Texas. Nooit eerder was een stalbrand in de VS voor koeien zo dodelijk.[182][183]
- 2024
  - 29 mei 2024: 1,3 miljoen kippen komen om in Marion County (Illinois).[184]